# Duganella guangzhouensis
Duganella guangzhouensis es una bacteria gramnegativa del género Duganella. Fue descrita en el año 2020. Su etimología hace referencia a la ciudad de Guangzhou, en China. Es aerobia y móvil por varios flagelos. Tiene un tamaño de 0,7-0,8 μm de ancho por 1,3-2,3 μm de largo. Forma colonias cremosas y cóncavas. Temperatura de crecimiento entre 10-30 °C, óptima de 24 °C. Catalasa y oxidasa positivas. Es sensible a amikacina, gentamicina, kanamicina, neomicina, doxiciclina, norfloxacino, ciprofloxacino y vancomicina. Resistente a oxacilina y clindamicina. Tiene un contenido de G+C de 62,4%. Se ha aislado de un río en China. 